# San Clemente (California)
San Clemente è una città della Contea di Orange (California). Collocata sei miglia (10 km) a sud di San Juan Capistrano all'estremo meridionale della contea, essa è conosciuta per il suo oceano, le sue colline, il suo ambiente montano, il clima piacevole e lo stile architettonico Coloniale Spagnolo.